# Gustav Martinsen
Gustav Martinsen var en norsk filmproducent verksam vid Merkur Film AS i Oslo.

## Producent
- 1937 – Ungt blod
- 1938 – Eli Sjursdotter